# Kieksiäisrivier
Kieksiäisrivier (Zweeds: Kieksiäisjoki) is een rivier, die in de Zweedse  gemeente Pajala stroomt. De rivier krijgt haar water van bronrivieren. De zuidelijke bronrivier ontstaat nog geen kilometer ten noorden van Pajala zelf. Het moeras waarvan ze haar water krijgt ligt nog geen 250 meter van de reeds brede Torne. De rivier stroomt echter door de ligging van de zandbank niet direct de Torne in, maar moet naar het oosten afbuigen. Na circa 12 kilometer stroomt het water de Muonio in, die uiteindelijk haar water inlevert bij de Torne. De rivier stroomt niet door Kieksiäisvaara. De genoemde coördinaten zijn van de plaats waar de twee bronrivieren samenstromen.
Afwatering: Kieksiäisrivier → Muonio → Torne → Botnische Golf